# Округ Макертин (Оклахома)
Макертин (енгл. McCurtain County) је округ у америчкој савезној држави Оклахома.

## Демографија
По попису из 2010. године број становника је 33.151, што је 1.251 (-3,6%) становника мање него 2000. године.
| Група             | 2000.          | 2010.          |
| Белци             | 23.922 (69,5%) | 21.829 (65,8%) |
| Афроамериканци    | 3.200 (9,3%)   | 2.894 (8,7%)   |
| Азијати           | 74 (0,2%)      | 112 (0,3%)     |
| Хиспаноамериканци | 1.064 (3,1%)   | 1.552 (4,7%)   |
| Укупно            | 34.402         | 33.151         |